# 곰보빵

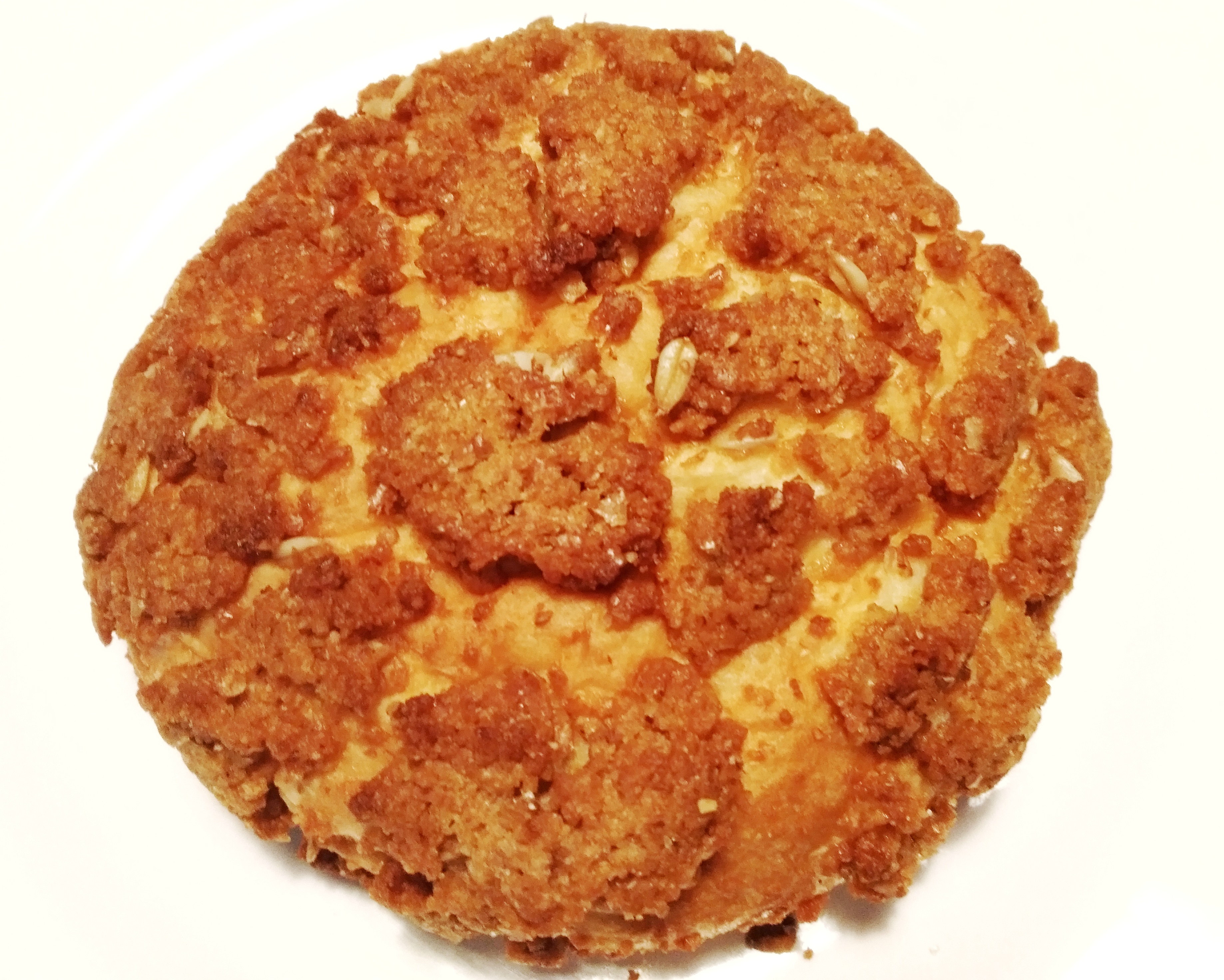
곰보빵

곰보빵은 효모, 설탕, 달걀, 버터 등을 밀가루와 반죽하여 빵 표면을 울퉁불퉁한 모양으로 바삭하게 구워낸 빵이다. 소보로빵, 또는 소보로라고도 한다. 형태나 제법 등을 볼 때 소보로빵의 원형은 독일의 슈트로이젤이다. 다만, 곰보빵을 소보로빵이라고도 부르는 것으로 보아 원형은 일본에서 건너온 것으로 보이나 정작 일본에서는 소보로빵이 한국만큼 대중화되어 있지 않다. 일본어의 '소보로'란 포르투갈어로 불필요한 것, 나머지 등을 의미하는 'soprado'에서 온 것으로 ('풍미(Flavor)'를 의미하는 Sabor에서 따왔다던지 여러 가지 설이 있다).  다른 설은 중국의 작은파인애플빵(小菠蘿包) 발음 '샤오보로바우'에서 왔다는 설도 있다.   원형은 나가사키 지역에서 만들던 고기나 생선 등을 으깨서 양념을 한 다음 지져낸 식품을 말하는 데 그 모양이 곰보빵과 닮은 면이 있어 어느 시점에서인지 스트로이젤이 일본에서 소보로를 닮았다 하여 소보로빵이라는 이름을 얻었다가 정작 한국에 건너온 뒤 곰보빵으로 널리 퍼진 것으로 보인다. 

## 같이 보기
- 멜론빵
- 보로바우